# Glocke (Saint-Laurent-Médoc)

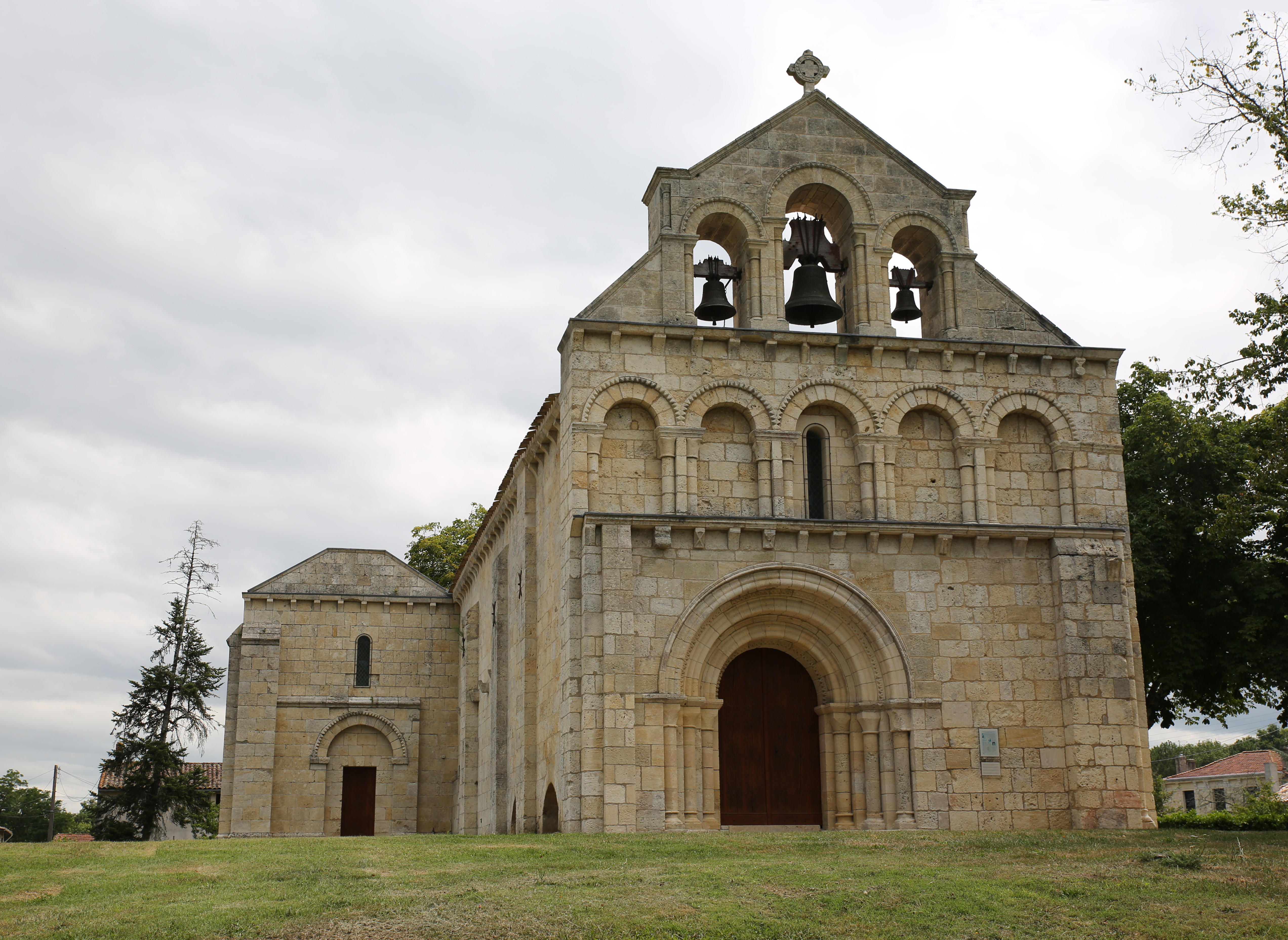
Glocken in Saint-Laurent-Médoc (die Glocke rechts außen ist die älteste)

Die Glocke in der Kirche Notre-Dame in Saint-Laurent-Médoc, einer französischen Gemeinde im Département Gironde der Region Nouvelle-Aquitaine, wurde 1776 gegossen. Die Kirchenglocke aus Bronze wurde 1942 als Monument historique in die Liste der geschützten Objekte (Base Palissy) in Frankreich aufgenommen.
Die kleinste Glocke der Kirche wurde von der Glockengießerei Turmeau in Bordeaux gegossen. Sie ist mit einem Kreuz versehen. Die beiden anderen Glocken sind ebenfalls als Monument historique geschützt.
Im Jahr 1994 wurde die Glocke, da Risse entstanden waren, restauriert.